# 新和村 (埼玉県)
新和村（にいわむら）は、埼玉県南埼玉郡に存在した村。
1954年（昭和29年）5月3日、岩槻町、和土村、川通村、柏崎村、河合村、慈恩寺村との合併による岩槻町の成立により消滅。

## 地理
- 埼玉県南埼玉地域の西部に位置する。
- 地区は大宮台地の岩槻支台や綾瀬川や元荒川が造り出した沖積平野からなる。
- 2006年現在におけるさいたま市岩槻区の南端部にあたる[1]。
- 河川：元荒川、黒谷落、綾瀬川、五才川、末田用水、第二末田落、末田落
- 池沼：新堀池

## 歴史
- 1889年（明治22年）4月1日 - 町村制施行に平行して尾ヶ崎村、釣上村、野島方村、孫十郎村、高曽根村、末田村、尾ヶ崎新田、釣上新田の6箇村2新田が合併し、南埼玉郡新和村が成立[1]。大字尾ケ崎に村役場を設置。
- 1944年（昭和19年）7月 - 越谷陸軍飛行場（新和飛行場）の建設が開始される。
- 1945年（昭和20年）8月 - 越谷陸軍飛行場（新和飛行場）が竣工する。
- 1954年（昭和29年）5月3日 - 岩槻町、和土村、川通村、柏崎村、河合村、慈恩寺村と合併し、南埼玉郡岩槻町が成立[2]。新和村は消滅した。大字は岩槻町に継承された[1]。
- 1954年（昭和29年）7月1日 - 岩槻町が市制施行し岩槻市となる[2]。
- 2005年（平成17年）4月1日 - 岩槻市がさいたま市に編入され、同市岩槻区となる。